# سلم العلوي البصري
سلم بن قيس العلوي البصري، راوي حديث نبوي من الصعفاء.

## روايته للحديث النبوي
- روى عن: أنس بن مالك، الحسن البصري.
- روى عنه: جرير بن حازم، والحسين بْن أَبي جعفر، وحماد بن زيد، وسفيان الثوري ومهدي بن ميمون، وهارون بن موسى النحوي الأَعور، وهمام بن يحيى.[1]
- الجرح والتعديل: كان يقول أنه رأى الهلال قبل أن براه الناس، لذلك ضعفه المُحدثون، وظنوا أنه يرجم بالغيب أو يكذب، قال يحيى بن معين: «ضعيف»، وقَال البُخارِيُّ: تكلم فيه شعبة بن الحجاج. وَقَال أبو داود: «ليس هو علوي، كان يبصر فِي النجوم، وشهد عند عدي بن أرطأة الفزاري عَلَى رؤية الهلال، فلم يجز شهادته.»، وَقَال النسائي: «ليس بالقوي»، وذكره ابن حبان في المجروحين، وَقَال: «منكر الحديث على قلته لا يحتج به إذا وافق الثقات فكيف إذا انفرد بالطامات»، روى له البخاري في الأدب المفرد، وأبو داود، والترمذي فِي الشمائل المحمدية، والنسائي فِي عمل اليوم والليلة.[1]